# Galicijský masiv
Galicijský masiv (španělsky  Macizo Galaico) je geologicky nejstarší částí Iberského poloostrova. Tvoří severozápadní část Iberského poloostrova. Leží na území Galicie, dále zasahuje na sever Portugalska a do regionů Kastilie - León a Asturie.

## Geologie
Galicijský masiv tvoří předkambrické krystalické břidlice prostoupené hlubinnými vyvřelinami granitického typu. Směrem do centra Iberského poloostrova je tento základ překryt prvohorními sedimenty.

## Geografie
Galicijský masiv se vyznačuje zaoblenými reliéfy s nadmořskou výškou okolo 500 až 1 000 m. V jihovýchodní části se nachází řada neuspořádaných hřbetů, jejichž nadmořská výška nepřesahuje 1 800 m. Na pobřeží Atlantského oceánu jsou četné zálivy.